# بیانکا بلر
بیانکا بلر (بیانکا نیکول بلر؛ زاده ۹ آوریل ۱۹۸۹) یک کشتی‌گیر حرفه ای آمریکایی است. او در حال حاضر با کمپانی دبلیودبلیوئی قرارداد دارد، و با نام تجاری راو تحت عنوان بیانکا بلر فعالیت می‌کند.

## مسابقات قهرمانی و موفقیت‌ها
- کشتی مصور
  - رتبه شماره ۲۳ از ۱۰۰ کشتی‌گیر برتر زن  PWI Women's 100  در سال ۲۰۲۰[۸][۹]
- اسپورتس ایلاستریتد
  - رتبه ۹ در ۱۰ کشتی‌گیر برتر زن سال ۲۰۱۸[۱۰]
- دبلیودبلیوئی
  - کمربند زنان اسمک‌داون (۱ بار)[۱۱]
  - برنده مسابقه سی نفره رویال رامبل زنان سال ۲۰۲۱[۱۲]